# Rafał Grupiński
Rafał Szymon Grupiński (Wronki; 26 de Setembro de 1952 — ) é um político da Polónia. Ele foi eleito para a Sejm em 25 de Setembro de 2005 com 8168 votos em 36 no distrito de Kalisz, candidato pelas listas do partido Platforma Obywatelska.